# Arkhangel'sk
Huyện Arkhangel'sk (tiếng Nga: ? райо́н) là một huyện hành chính tự quản (raion), của Tỉnh Arkhangelsk, Nga. Huyện có diện tích 68 km², dân số thời điểm ngày 1 tháng 1 năm 2000 là 361800 người. Trung tâm của huyện đóng ở Arkhangel'sk.